# Neuracanthus richardianus
Neuracanthus richardianus là một loài thực vật có hoa trong họ Ô rô. Loài này được (Nees) Boivin ex Benoist mô tả khoa học đầu tiên năm 1911.